# Uruk-hai
Uruk-hai er en gruppe af orker, fantasivæsener der omtales i fantasy-romanerne om Ringenes Herre af den engelske forfatter J.R.R. Tolkien. 
Uruk-hai betyder "ork folk" (uruk = ork, hai = folk) på det ork-sprog som Tolkien opfandt til sit værk. Tolkien brugte både ordet "uruk" og "uruk-hai" om den samme gruppe væsener. Uruk-orker var større og stærkere end de almindelige orker. De kunne desuden tåle sollys. Uruk-hai dukker første gang op i 2475 Tredje Alder hvor de angreb landet Ithilien og erobrede byen Osgiliath. De blev først opdrættet af Sauron, men i Krigen om ringen blev de også benyttet af troldmanden Saruman. Uruk-hai betegner de almindelige orker fra Mordor som "snaga" hvilket betyder slave.